# 모터사이클 헬멧

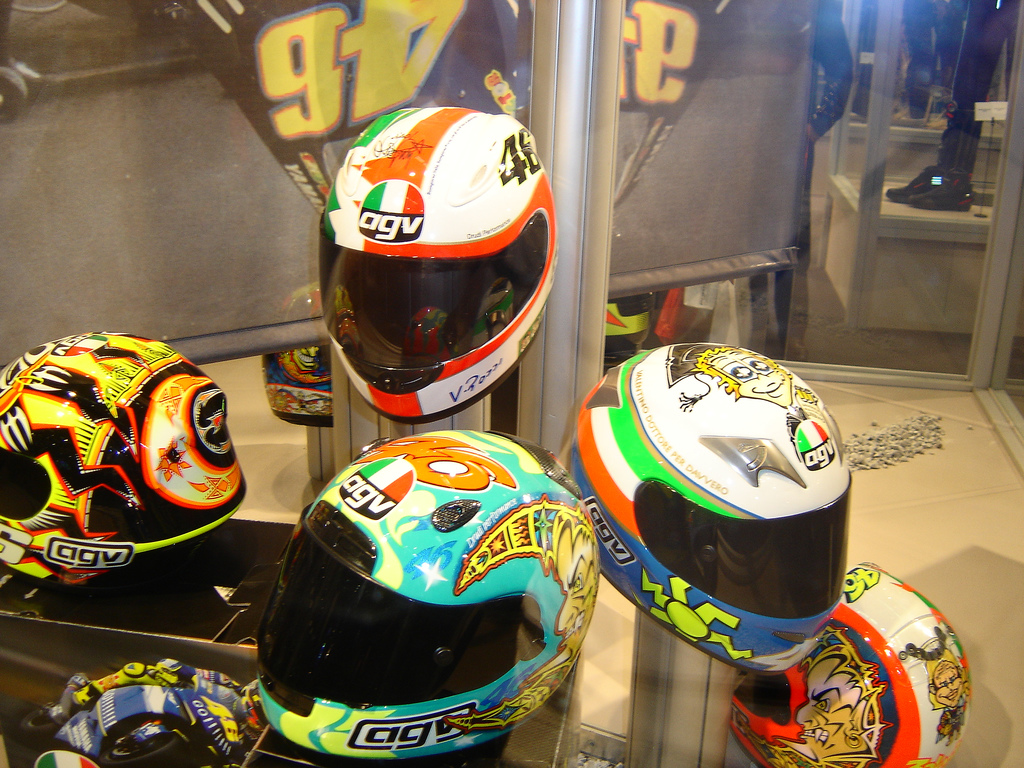
모터사이클 그랑프리 레이서 발렌티노 로시가 착용한 모터사이클 헬멧의 모음

모터사이클 헬멧(Motorcycle helmet)은 모터사이클 탑승자가 착용하는 헬멧의 일종이다.

## 필요성
오토바이를 탈 때, 승차자의 머리를 보호할 유일한 것은 바로 헬멧을 착용하는 것이다. 따라서, 여러 각국은 오토바이 탑승자와 동승자가 헬멧을 필수적으로 착용해야하는 의무를 법적으로 규정하고있다. 미국 도로교통안전청(NHTSA) 발표에 따르면, 승차자를 보호할 수 있는 수단이 취약한 이륜 자동차 특성상 안전모를 착용할 경우 사망가능성이 37% 감소하고 두뇌가 손상되지 않도록 보호하는 효과가 67%나 된다고 한다. 안전모를 착용하지 않아 사고가 났을 때 중상을 입을 가능성이 착용했을 때의 가능성보다 4배 이상 높다는 대한민국 교통안전공단의 연구도 있다.

## 규격과 기준
바이크 헬멧의 가장 보편적인 공인 안전 규격은 미국 연방 교통부 주관의 D.O.T 규격이지만, 경기용 헬멧은 ‘SNELL’ 규격을 기준으로 한다. 대한민국에서는 ‘검’이라는 품질 인증을 받으면 시장에서 판매될 수 있다. 헬멧 내부에 충격흡수를 도와주는 라이너는 발포 스티로폼으로 되어있고, 헬멧 외부에는 FRP(강화유리섬유)와 ABS플라스틱 수지라는 견고한 소재로 머리보호를 돕는다. 간혹, 경량화를 위해 탄소 소재로 만든 제품이 있다.

## 종류
- 풀페이스 헬멧

대부분의 라이더가 고속주행과 고배기량의 오토바이를 탈 때 머리에 착용하는 헬멧의 종류는 풀페이스 헬멧이다. 머리와 얼굴 그리고 턱까지 보호하여 완벽히 머리를 감싸 가장 안전성이 높은 헬멧이다.
- 오픈페이스 헬멧

턱 부분이 드러나는 형태의 헬멧이다. 풀페이스 헬멧과 하프페이스 헬멧의 중간형으로 시야 확보가 용이하고, 턱 부분이 트여있어 답답함이 덜하지만, 풀페이스보다는 안전성이 떨어진다.
- 시스템 헬멧

버튼을 눌러 헬멧의 턱 부분을 올려 안면부를 열 수 있는 편리함과 얼굴 전체를 감싸는 안정성을 동시에 살린 헬멧이다. 풀페이스 헬멧의 안정성과 오픈페이스 헬멧의 편리함을 살린 것이다.
- 하프페이스 헬멧

'반모’라고도 불리는 하프페이스 헬멧은 스쿠터처럼 저속 주행이나 저배기량의 오토바이 주행시 가볍게 착용하는 헬멧이다. 머리 위에 가볍게 얹어두는 형태로 가장 편안하지만 머리 부분만 덮기 때문에 뒤통수나 측면, 안면, 턱부분은 거의 보호하지 못하여 구조상 안전을 도모하지 못하는 단점이 있다.

## 참고 문헌
- 이완수, 《달려라 오토바이》, 〈헬멧의 종류와 좋은 헬멧을 선택하는 노하우〉, 연두m&b, 2014년.